# Spektr
Spektr (russisch Спектр ‚Spektrum‘) ist der Name eines wissenschaftlichen Moduls, mit dem die russische Raumstation Mir 1995 erweitert wurde. Spektr wurde insbesondere durch internationale Zusammenarbeit und durch eine Kollision mit einem Frachtschiff bekannt.

## Entwicklung
Im Auftrag des sowjetischen Verteidigungsministeriums entwickelte der Hersteller Tschelomei in einem strenggeheimen Militärprojekt ein weltraumgestütztes System zur Abwehr von Interkontinentalraketen. Wie bereits bei anderen Projekten wurde zur Vereinfachung der Entwicklung auf die bewährte Grundlage des TKS-Raumschiffs zurückgegriffen. Der ursprüngliche Plan sah die Ausrüstung eines TKS-Raumschiffs mit Abfangraketen vom Typ Oktava mit entsprechender Sensortechnik zur Erfassung und Verfolgung feindlicher Interkontinentalraketen vor. Der Prototyp dieses Systems sollte zunächst autonom im Weltraum getestet werden und anschließend für intensive Erprobungen der Ausrüstung durch eine Besatzung an die Raumstation Mir angedockt werden. Gegen Ende des Kalten Krieges und nach Auflösung der Sowjetunion im Jahre 1992 wurde das militärische Weltraumprogramm weitgehend eingestellt. Das weit fortgeschrittene Projekt Spektr wurde gestoppt und der bisher gebaute Prototyp zunächst konserviert.

Spektr nach Umbau mit den vier Solarmodulen

Im Juli 1993 wurde ein gemeinsames Raumfahrtprogramm zwischen den USA und Russland beschlossen, um als Fernziel eine Internationale Raumstation als ständig bewohnten Vorposten der Menschheit im All zu verwirklichen. Um die notwendigen Erfahrungen zu sammeln, unterzeichneten Russland und die USA dazu 1993 zunächst das Shuttle-Mir-Programm über zehn Shuttle-Flüge zur russischen Mir sowie über Langzeitaufenthalte von US-Astronauten auf der Raumstation. Neben einer pauschalen Zahlung von rund 400 Millionen US-Dollar stellte die NASA zusätzliche Mittel bereit, um Spektr in ein ziviles Forschungsmodul umzuwandeln und zur Mir zu starten. Im Gegenzug verpflichtete sich Russland, US-amerikanische Experimente und Ausrüstung in Spektr aufzunehmen.
Als wesentliche Änderung wurde am hinteren Teil von Spektr anstelle der Oktava-Raketeneinrichtung zusätzlicher Raum für zwei weitere Solarpaneele zur Versorgung der Station mit Energie geschaffen. Wie bei den anderen Modulen betrug der maximale Durchmesser 4,1 Meter; durch den Einbau der zusätzlichen Solarzellen am Heck bildete Spektr mit rund 14 Metern das längste Erweiterungsmodul. Der druckbeaufschlagte Innenraum betrug etwa 62 Kubikmeter. Die kleine Luftschleuse, die ursprünglich zur Aussetzung von Zielattrappen gedacht war, wurde um einen außenliegenden Roboterarm ergänzt und zur Aussetzung von Experimenten in den freien Weltraum modifiziert. Die Planungsphase des Umbaus wurde 1993 abgeschlossen und der Start zunächst für 1994 vorgesehen.

## Start und Installation

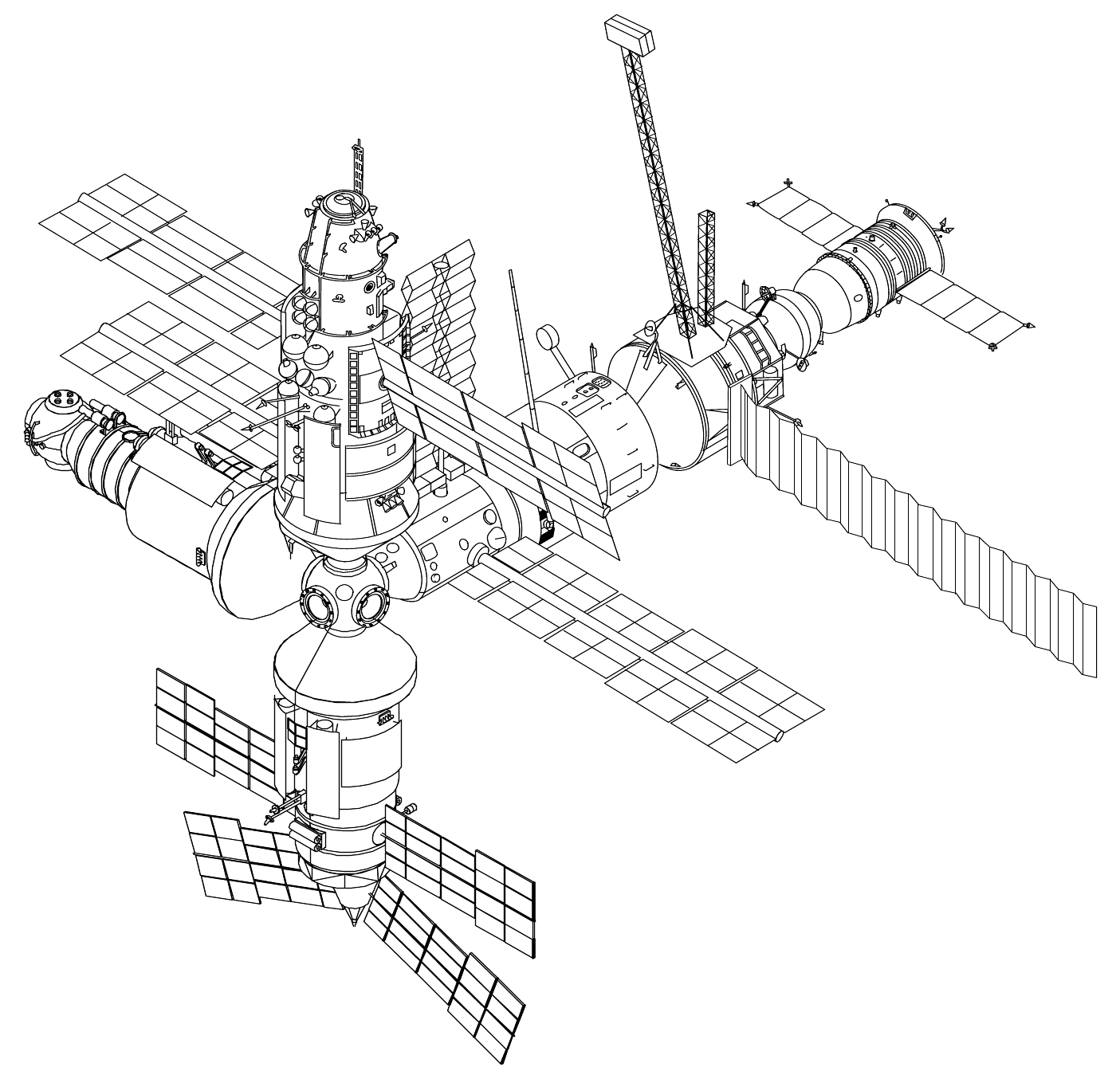
Mir nach Installation von Spektr (unten) und Umsetzung von Kristall (links)

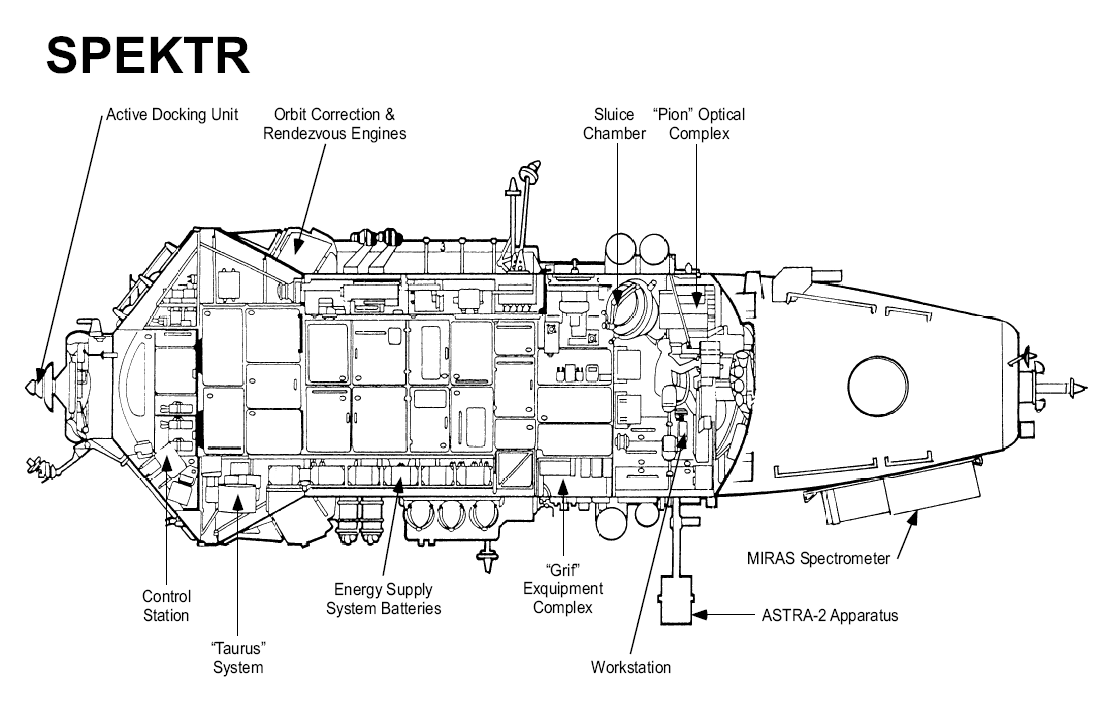
Aufbau des Spektr-Moduls

Der Einbau und die Anpassung von NASA-Ausrüstung an russische Standards verzögerte jedoch die Fertigstellung von Spektr, so dass der Start an Bord einer Proton erst am 20. Mai 1995 erfolgen konnte. Spektr war damit das erste Modul für die Raumstation, das nach dem Zusammenbruch der Sowjetunion und rund fünfjähriger Pause der Aufbausequenz gestartet werden konnte. Mit einem Startgewicht von rund 20 Tonnen entsprach Spektr in etwa den anderen Modulen auf TKS-Basis, Kwant-2 und Kristall. Die automatische Andockung erfolgte nach zwölftägigem autonomen Flug am 1. Juni 1995 zunächst in gewohnter Weise am axialen Andockpunkt des Kopplungsknoten der Mir. Um genügend Raum für die Solarzellen zu schaffen und um den axialen Andockpunkt wieder für Sojus-Raumschiffe und Progress-Transporter zu räumen, erfolgte einen Tag später durch den Roboterarm der Mir die Umsetzung an die radiale Position gegenüber von Kwant-2. Diese musste zunächst von Kristall freigegeben werden, das vor der Installation von Spektr um 90° versetzt wurde. Spektr verblieb bis zum kontrollierten Absturz des gesamten Komplexes am 23. März 2001 im All.

## Wissenschaftliche Aufgaben
Bemerkenswert ist, dass die ursprüngliche militärische Ausrüstung vollständig entfernt und die leere Hülle von Spektr komplett neu eingerichtet wurde. Beim Umbau wurde akribisch darauf geachtet, dass die Einrichtungen des militärischen Projektes nicht in die Hände der Amerikaner fallen, so dass bis heute nicht alle Details über die ursprüngliche Ausstattung bekannt sind. Nach dem Umbau befand sich erstmals wissenschaftliche Ausrüstung der NASA mit an Bord der russischen Raumstation.
Die primäre Aufgabe von Spektr nach dem Umbau bestand in der Erdüberwachung und Fernerkundung der Erde. Dazu verfügte Spektr über Einrichtungen zur Erforschung der Erdatmosphäre sowie für geophysikalische Untersuchungen, insbesondere dem Aufspüren von Bodenschätzen. Mit Hilfe einer umgerüsteten Schleuse konnten Experimente an der Außenwand angebracht und die Auswirkungen kosmischer Strahlung erforscht werden. Im Innenraum fanden sich neben benötigter Ausrüstung für das Shuttle-Mir-Programm US-amerikanische Vorrichtungen für Materialforschung, biologische Forschung und die Erforschung von Grundlagen zum Betrieb einer Raumstation. Darüber hinaus diente Spektr als Lebens- und Arbeitsbereich für amerikanische Astronauten.
Als Besonderheit unterschieden die vier x-förmig angeordneten Solarmodule Spektr äußerlich stark von den anderen Modulen. Mit einer Fläche von zusammen rund 65 Quadratmetern verfügten diese über eine Leistung von knapp sieben Kilowatt (peak?), die in entsprechenden Akkumulatoren gespeichert werden konnte. Damit stellte Spektr den wichtigsten Stromlieferanten der Mir und insbesondere für die Module Kristall, SDM und Priroda dar, welche größtenteils ohne eigene Solarzellen operierten. 

## Unfall

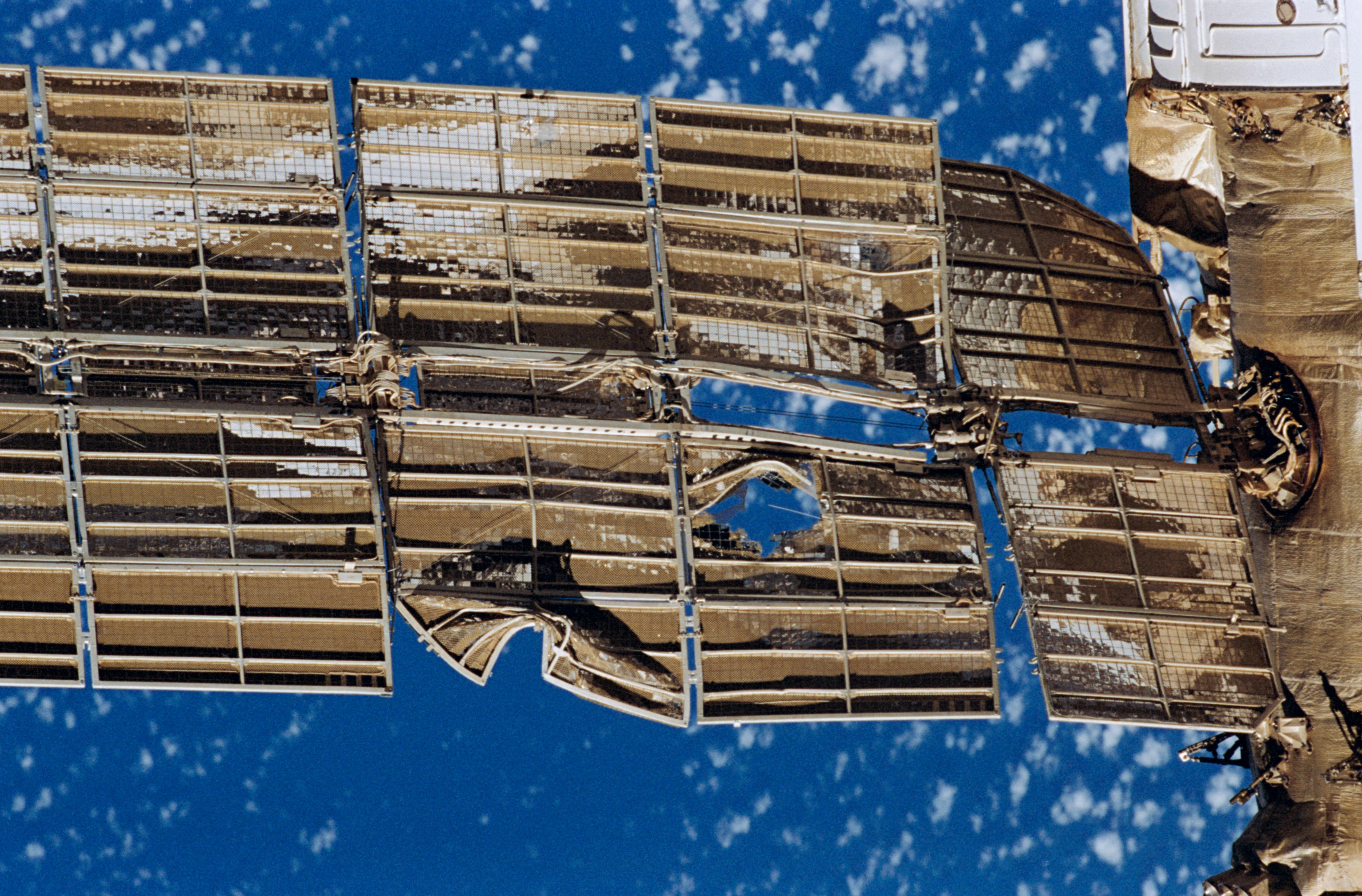
Beschädigungen an einem der Solarpaneele nach der Kollision mit einem Progress-Raumfrachter

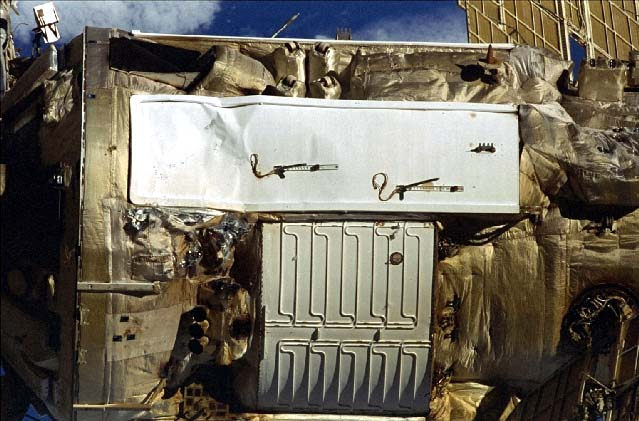
Schäden an den Radiatoren und der Außenhaut nach der Kollision

Am 25. Juni 1997 kollidierte der unbemannte Frachter Progress M-34 beim automatischen Andockmanöver mit Spektr. Die Kollision ereignete sich aufgrund eines Fehlers bei der Erprobung eines neuen Leit- und Annäherungssystems mit TORU. Neben einer erheblichen Beschädigung der filigranen Solarzellen verursachte der Zusammenstoß ein Loch in der Außenhaut von Spektr, wodurch der Luftdruck an Bord der gesamten Raumstation abfiel. Zur Zeit der Kollision war die Mir mit den Kosmonauten Wassili Ziblijew und Alexander Lasutkin sowie dem amerikanischen Astronauten Michael Foale besetzt, die sich durch den Druckverlust in akuter Lebensgefahr befanden. Anstelle die Station mit dem angedockten Sojus TM-25 zu verlassen, verschloss die Besatzung umgehend das beschädigte Modul hermetisch, musste dazu allerdings mehrere durch den Andockpunkt verlegte Kabel- und Schlauchverbindungen überstürzt durchtrennen.
Zum Zeitpunkt des Unfalles war Spektr das wichtigste Modul der Mir zur Erzeugung von Elektrizität. Durch die Beschädigung der Solarzellen und durch die Trennung von wichtigen Verbindungen beim Versiegeln von Spektr konnten die Solarpaneele von Spektr nicht mehr in die Sonne gedreht werden und den erzeugten Strom nicht mehr an die Station abgeben. Damit ging zunächst die gesamte Stromversorgung von Spektr und damit fast die Hälfte der Gesamtenergie der Mir verloren. Nach dem Unfall fehlte somit der Strom zum Betrieb von Experimenten und von wesentlichen Anlagen der Mir. Weiterhin verlor die NASA durch die Abschottung viele ihrer Experimente und der Astronaut Michael Foale den Großteil seiner persönlichen Ausrüstungsgegenstände, da diese überwiegend in Spektr untergebracht waren.
Der erste Reparaturversuch erfolgte im August 1997 im Rahmen der Mission Sojus TM-26, bei der die speziell ausgebildeten Kosmonauten Anatoli Solowjow und Pawel Winogradow eigens zur Raumstation gebracht wurden. Sie stiegen in Raumanzügen zu einem „internen Ausstieg“ in das luftleere Spektr-Modul ein und reparierten die Hauptleitung sowie diverse beim Abschotten beschädigte Kabelbäume. So gelang es als wesentlicher erster Schritt, die Steuerbarkeit der Solarzellen und den Großteil der Energiegewinnung wiederherzustellen.
Weitere nennenswerte Versuche zur Rettung des Moduls waren ein fünfstündiger Weltraumausstieg am 1. Oktober 1997 im Rahmen des Besuches des Space Shuttle Atlantis (STS-86), bei der die Raumfahrer Wladimir Titow und Scott Parazynski eine spezielle Abdeckung zur Abdichtung der Lecks an Spektr befestigten. Bei der Abkopplung der Raumfähre wurde Spektr versuchsweise unter Druck gesetzt, worauf die Besatzung der Atlantis trotz der Abdeckung das Entweichen von Gas beobachten und fotografieren konnte. Nach diversen weiteren Reparaturversuchen wurde auch beim übernächsten und letzten Shuttlebesuch im Juni 1998, diesmal von der Besatzung der Discovery (STS-91), das Austreten von Gas aus dem beschädigten Modul beobachtet. Selbst die letzte Besatzung an Bord der Mir (Sojus TM-30) versuchte im Rahmen eines letzten Ausstieges vergeblich, die Lecks aufzufinden. Die Abdichtung von Spektr gelang somit nie, so dass das Modul nach dem Unfall und nur zwei Jahren Nutzungsdauer bis zum Ende der Mir für wissenschaftliche Arbeiten unbrauchbar blieb. Die unter anderem für den unbemannten Flug notwendige Versorgung der Mir mit Energie konnte aber bis zum kontrollierten Wiedereintritt sichergestellt werden.

## Schlussfolgerungen

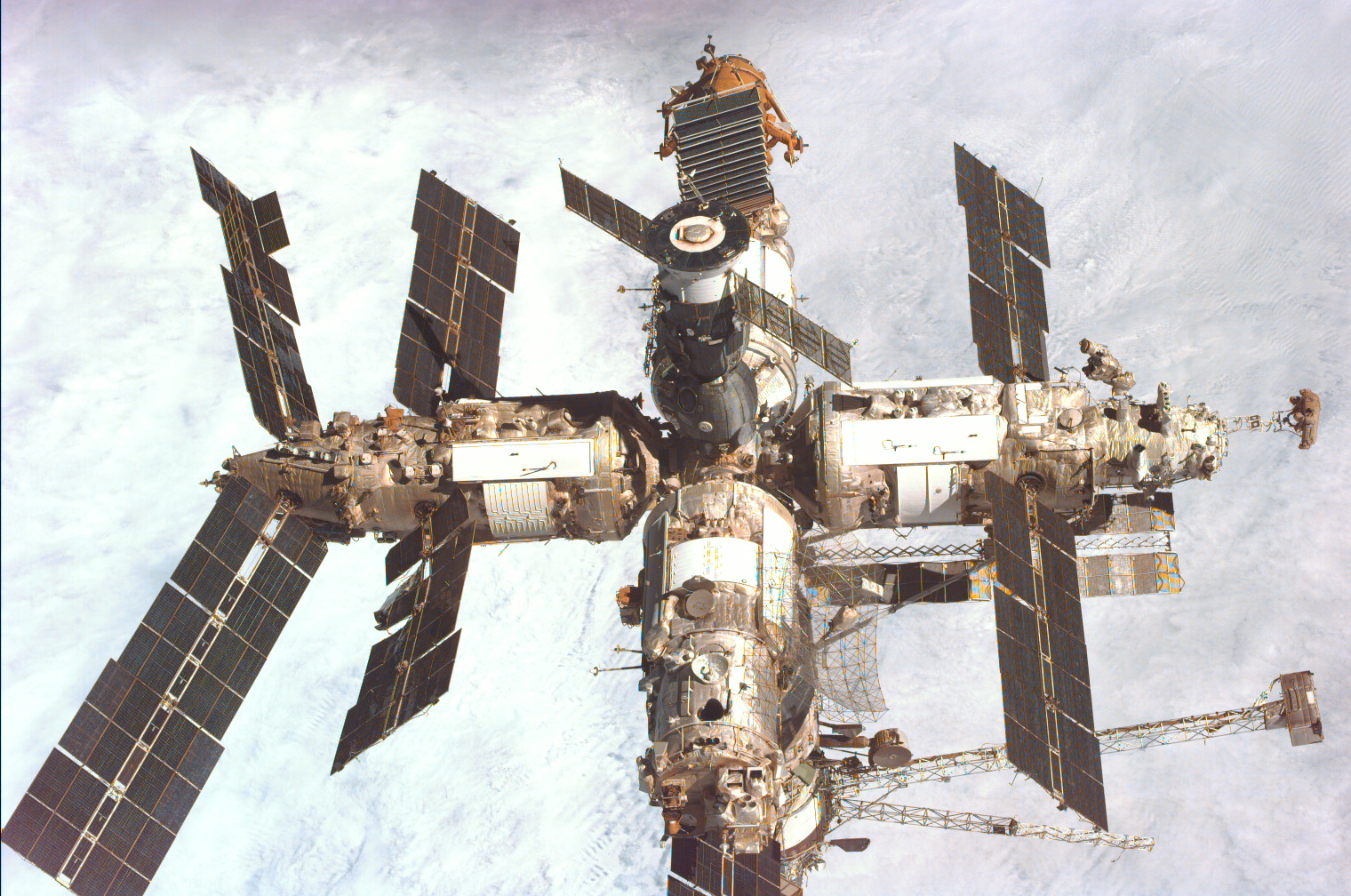
Vollausgebaute Mir mit Spektr auf endgültiger Position (links, mit beschädigten Solarzellen)

Kein anderes Modul der Mir verdeutlicht den drastischen Wandel in der Strategie der Raumfahrtprogramme so gut wie Spektr: Einst als militärisches Projekt des Kalten Krieges zur Bekämpfung der USA entwickelt, wird Spektr später von den USA mitfinanziert und wissenschaftlich genutzt. Spektr hat damit, wie auch andere Komponenten der Mir, wesentlich das gemeinsame Raumfahrtprogramm ermöglicht und zur politischen Annäherung der ehemals verfeindeten Nationen beigetragen.
Darüber hinaus wurde nach der Kollision mit dem Transportraumschiff Progress-M 34 mit dem Spektr-Modul der Station lange über die Sicherheit von Raumstationen diskutiert. Die anfänglichen kritischen Stimmen insbesondere auf Seiten der NASA, die eine Entsendung weiterer Raumfahrer zur Mir ablehnten, wurden schließlich von einem Programm zum Krisenmanagement für Raumstationen überlagert. Auf diesem Gebiet konnten im Rahmen des Einsatzes von Spektr wesentliche Kenntnisse zum Betrieb einer Raumstation gewonnen werden. Bis heute mussten solche Rettungstechniken bei der ISS glücklicherweise nicht zur Anwendung kommen.